# محمد طلب هلال
محمد طلب هلال ، ضابط في وزارة الداخلية السورية.
تخرج برتبة ملازم أول في 1961 في عهد الانفصال ليتقلد المناصب العسكرية والسياسية حيث وصل إلى رتبة عميد متقاعد . تبوأ العضوية المؤقتة للقيادة القطرية، كما شغل منصب نائب رئيس مجلس الوزراء، ووزيرا للزراعة في 1970 ثم نائبا لرئيس مجلس الوزراء وزيرا للصناعة عام 1971 كما شغل منصب سفير سورية في بولونيا بين عامي 1972 و1979. توفي يوم الأربعاء 9 فبراير 2011 عن عمر ناهز 80 عاما وقد نعته القيادتان القومية والقطرية لحزب البعث السوري.